# Кашуба (Добрушский район)
Кашуба (бел. Кашу́ба) — упразднённый посёлок в Добрушском районе Гомельской области Беларуси. В составе Круговского сельсовета.
Ныне урочище Кашуба.

## География
Ближайшие населённые пункты Морозовка и др.

## История
До января 1965 года в составе Старозакружского сельсовета Ветковского района, после — в составе Круговского сельсовета Добрушского района.
26 июня 1969 года посёлок упразднён, жители переселились в деревню Морозовка.

## Ссылка
- Урочище Кашуба на карте Беларуси